# World Series Baseball ’95
A World Series Baseball ’95, japán címén Nomo Hideo no World Series Baseball baseball-videójáték, melyet a BlueSky Software fejlesztett és a Sega jelentetett meg. A játék eredetileg 1994-ben jelent meg Game Gear kézikonzolra, majd a következő évben egy Sega Genesis-átiratot is kiadtak. Ugyanebben az évben egy feljavított Sega 32X-verzió is megjelent World Series Baseball Starring Deion Sanders címen.
A játék észak-amerikai Game Gear- és Genesis-borítóján John Burkett San Francisco Giants-kezdődobó, a 32X-verzión Deion Sanders San Francisco Giants-középkülső, míg a japán kiadásokon Nomo Hideo Los Angeles Dodgers-kezdődobó szerepel.

## Játékmenet
A Sega a játékhoz a Major League Baseball- és a Major League Baseball Players Association-licencet is kiváltotta, így abban a csapatok a valós nevükön szerepelnek, valamint a mezeik és a stadionjaik is a valós párjukat másolják, illetve a játékosok is a valós nevükön szerepelnek. A játékosok a Game Gear- és a Genesis-kiadásokban az 1994-es Major League Baseball-szezonon alapuló csapatokkal mérkőzhetnek meg a barátságos mérkőzés, a teljes szezon, illetve a rájátszás módokban. A Sega 32X-változatban a játékoskereteket hozzáigazították az 1995-ös szezonhoz.
A játékosok teljesen szabadon, legfeljebb kettő egyedi csapatot is összeállíthatnak, ezekre nem vonatkozik a luxusadó sem. Az alapszakasz végén a statisztikák alapján többek között kiosztják a legértékesebb játékosnak és a legjobb dobójátékosnak járó díjat, valamint a tripla koronát is. A játékosokat szintén kizárólag az alapszakasz első felében elért statisztikájuk alapján válogatják be az All-Star játékokba. Egy kód beírásával egy kitalált csapat is megnyitható, amit a barátságos mérkőzés módban lehet használni.
Japánban a játék Nomo Hideo japán dobójátékos nevével, Nomo Hideo no World Series Baseball címmel jelent meg. A játékosok a mérkőzések megkezdése előtt többek között megszabhatják, hogy hány játékrészt szeretnének játszani, hogy a kijelölt ütő szabálya érvényben van e, de a bírók opcionális digitalizált hangja is bekapcsolható és a kameraállás is megváltoztatható. A játékból eltávolították az elődjében szereplő hangkommentárt, helyette csak a stadionbemondó és a bírók hangja hallható.

## Fogadtatás
A World Series Baseball ’95 kritikai elismerésben részesült. Quick-Draw McGraw a GamePro magazinban dicsérte a Game Gear-verziót, amiért az „számtalan olyan opciót is tartalmaz, mely általában kizárólag a 16 bites rendszereknél látható.” Ezzel szemben viszont kritizálta a zenét és a digitalizált hangok korlátozott szókincsét, azonban összegzésként kiemelte, hogy a World Series Baseball ’95 „a Game Gear egyik premier sportjátéka”. Ugyanebben a magazinban Bacon hasonló lelkesedéssel fogadta a Genesis-verziót, kiemelve az elődjével szembeni új játékmódokat és a javult grafikát. Az Electronic Gaming Monthly is kedvező véleménnyel volt a Genesis-változatról, megjegyezve, hogy „Minden idők legjobb baseballjátéka még jobb lett.” Mindkét szerkesztőjük 9/10-es pontszámot adott a játékra. A Next Generation magazin irója szintén megjegyezte, hogy „Az első WSB volt ’94 legjobb baseballjátéka és a ’95-ös verzió még annál is jobban néz ki.” Az átfogó játékmódokat és tartalmat, valamint az új többjátékos ligákat külön megdicsérte, és a játékra 4/5 csillagos értékelést adott. A magazin a 32X-átiratot mégkedvezőbben, 5/5 csillagra értékelte, kiemelve, hogy a „A 32X-es World Series ’95 nem sokkal jobb, mint a 16 bites párja, azonban az még így is könnyedén a legjobb baseballjáték. Ez aztán tényleg nem fog csalódást kelteni.”

## Fordítás
- Ez a szócikk részben vagy egészben  a   World Series Baseball '95 című angol Wikipédia-szócikk ezen változatának fordításán alapul.  Az eredeti cikk szerkesztőit annak laptörténete sorolja fel. Ez a jelzés csupán a megfogalmazás eredetét és a szerzői jogokat jelzi, nem szolgál a cikkben szereplő információk forrásmegjelöléseként.